# Афера на Тринидаде
«Афера на Тринидаде» (англ. Affair in Trinidad) — фильм нуар режиссёра Винсента Шермана, вышедший на экраны в 1952 году.
Фильм поставлен в жанре послевоенного шпионского триллера и рассказывает об американской танцовщице кабаре на Тринидаде (Рита Хейворт), которая после убийства своего мужа по заданию полиции внедряется в дом богатого международного авантюриста с тем, чтобы раскрыть тайные планы преступной зарубежной организации, планирующей нанесение ракетных ударов по США. Одновременно она развивает отношения любви-ненависти с братом мужа (Гленн Форд), который пытается самостоятельно найти убийцу.
В жанровом и стилистическом плане фильм близок таким экзотическим нуарам, как «Касабланка» (1942), «Иметь и не иметь» (1944), «Загнанный в угол» (1945), «Гильда» (1946) и «Дурная слава» (1946).
Фильм знаменателен возвращением Хейворт в кино после четырёхлетнего отсутствия, а также воссоединением дуэта Хейворт и Форда, которые замечательно сыграли в чрезвычайно успешном фильме нуар «Гильда» (1946).

## Сюжет
В городе Порт-оф-Спейн, на острове Тринидад, который в то время был британской колонией, полиция обнаруживает труп американского художника Нила Эмери. На осмотр места преступления в городской порт прибывают инспектор полиции Смайт (Торин Тэтчер), которому поручено расследование дела, а также сотрудник американского консульства Андерсон (Говард Уэнделл). Затем они направляются в популярный клуб «Кариб», где работает певицей и танцовщицей жена Нила — Крис (Рита Хейворт). После её зажигательного выступления, вызывающего восторг зрителей, инспектор сообщает ей о смерти мужа, который предположительно покончил жизнь самоубийством, и приглашают её в полицейский участок.
В участке Крис рассказывает, что в последнее время у неё с Нилом не было почти ничего общего, но она видела, что он был очень несчастлив. В последнее время у него появились какие-то дела, но она не знает, какие именно. Смайт расспрашивает её о связях мужа с его богатым другом Максом Фабианом (Александер Скурби), который недавно выплатил Нилу тысячу долларов якобы за его картины, хотя очевидно, что их цена намного ниже. Когда Смайт намекает на особый характер отношений между Фабианом и Крис, это злит её, и она уходит, говоря консулу, что хочет вернуться в Штаты.
В тот же день Стив Эмери (Гленн Форд), старший брат Нила, летит из Америки на Тринидад, рассказывая в самолёте соседу по креслу (который явно волнуется и пытается избежать общения) о том, что его брат-художник прибыл на остров пять лет назад. Он сообщает также, что, похоже, у его брата дела наконец пошли в гору.
На следующее утро в полицейском участке Крис вынуждена отбиваться от навязчивого корреспондента. На помощь ей приходит Фабиан, который обещает обеспечить её покой и просит позволить ему встречаться с ней. Сотрудник консульства провожает её в кабинет Смайта. Смайт временно изымает у Крис паспорт и говорит, что расследование смерти её мужа будет продолжено, так как согласно заключению судмедэксперизы, он был убит. Сначала в результате борьбы ему проломили череп, а из пистолета в него выстрелили уже после смерти, чтобы выдать убийство за самоубийство. Смайт зачитывает Крис показания местного рыбака, согласно которым лодка Нила была пришвартована у виллы Фабиана как раз в то время, когда было совершено убийство. Полиция подозревает, что убийство совершил Фабиан или кто-либо по его поручению. Смайт сообщает, что полиции известно о преступной деятельности Фабиана, которая включает торговлю секретной информацией, политические интриги и саботаж, в результате чего погибли и пострадали тысячи человек. Полиция полагает, что на Тринидаде Фабиан также занимается противозаконной деятельностью, но нет никаких доказательств, позволяющих арестовать его. Полиция говорит, что может задержать Фабиана по подозрению в убийстве Нила из ревности, поскольку он влюблён в Крис, однако это сразу же попадёт в газеты и серьёзно повредит репутации Крис. Поэтому Смайт предлагает другой вариант — он просит Крис, используя личные связи, раздобыть доказательства, необходимые для разоблачения деятельности Фабиана и его ареста.
Узнав о смерти брата, Стив тут же направляется на слушания в офис коронера, где Виттол (Стивен Герей), хозяин клуба «Кариб», даёт показания, утверждая, что Нил был очень подавлен, по-видимому, своими творческими неудачами, и много пил, в результате задолжав клубу приличную сумму денег. В соответствии с планом Смайта Крис заявляет, что Нил был в глубокой депрессии и часто говорил о самоубийстве. В результате коронер принимает решение, что Нил покончил жизнь самоубийством, и дело закрывается.
Фабиан отвозит Крис домой, обещая ей всяческую поддержку, а затем приглашает к себе в гости через несколько дней. Вскоре в дом Крис приходит Стив, жёстко требуя от неё честного ответа о том, что произошло. Он говорит, что несколько дней назад получил от брата письмо, приглашающее его на Тринидад, и потому не может поверить, что тот покончил с собой. В ответ Крис обвиняет Стива в том, что он ни разу не поинтересовался, что происходило с братом за последние три года. Она просит оставить её в покое и убегает в свою комнату.
Вечером Стив просит у Крис прощения и показывает ей письмо от брата, который приглашает его на работу. Смайт звонит Крис и предупреждает её, чтобы она пока не посвящала Стива в их дела, так как всё слишком серьёзно. Крис видит, что письмо Нила написано на бумаге с гербом, который она хорошо знает. Стив рассказывает, что по профессии он лётчик, и во время войны служил на фронте. В конце вечера Крис предлагает Стиву остановиться в комнате Нила. Стив предлагает ей вернуться в Америку вместе с ним, но она уходит от ответа. Стив замечает, что письмо Нила датировано тем же днём, когда он был убит.
На следующий день Стив приходит в клуб «Кариб» и выплачивает мистеру Виттолу долг брата, требуя от него объяснений, что произошло на самом деле. Однако Виттелл отвечает, что всё дело в красоте его жены и в том, что она притягивала к себе других мужчин. И хотя она не изменяла мужу, он всё время опасался, что это может произойти в любой момент. После ухода Стива Виттол поручает одному из своих людей проследить за ним, а сам звонит Фабиану.
Крис со служанкой обсуждает Стива, который явно произвёл на неё впечатление. Приходит Стив, сообщая, что он решил задержаться и просит Крис показать ему остров. В трёхдневной поездке они чудесно проводят время и возвращаются совершенно счастливыми. Дома они встречают ожидающего их Фабиана. Он напоминает Крис о приглашении на ужин к себе домой, на который зовёт и Стива.
Стив спрашивает у Фабиана про работу, о которой написал ему брат, но Фабиан делает вид, что ничего об этом не знает. Стив замечает на фирменных стаканах Фабиана точно такой же герб, как и на письме Нила. Неожиданно домой преждевременно возвращаются гостящие у Фабиана его знакомые — доктор Франц Хёблинг (Джордж Восковек), его жена Вероника (Валери Беттис), Питер Бронек (Уолтер Колер), с которым Стив летел в самолёте, и мистер Уолтерс (Карел Степанек), они о чём-то серьёзно спорят между собой. Фабиан знакомит гостей со Стивом и Крис. Стив вспоминает, что читал статью Хёблинга о немецких ракетах Фау-2, однако Хёблинг отвечает, что больше не занимается этой темой. Фабиан тут же меняет тему разговора и уводит Крис во дворик. Фабиан объясняется Крис в любви и предлагает ей уехать вместе, куда угодно, однако она мягко отказывается. Затем Крис слишит, как Фабиан пытается успокоить разволновавшегося Бронека, который хочет за ночь закончить всю работу и побыстрее уехать с острова. Затем Уолтерс ловит Фабиана на лестнице и требует от него немедленно увести напившуюся Веронику спать и выпроводить своих гостей, так как она может разболтать то, чего им знать нельзя.
Прощаясь с Крис, Фабиан приглашает её на свой день рождения через несколько дней. Тем временем Стив выходит из комнаты Вероники, и, увидев Крис с Фабианом, начинает ревновать. После отъезда Крис и Стива Уолтерс делает выговор Хёблингу, а затем и Фабиану, за то, что у них возникают проблемы с реализацией проекта, напоминая, что его правительство заплатило Фабиану огромные деньги и не допустит задержек. Уолтерс также не доволен тем, что Стив слишком много знает: он узнал Хёблинга, летел вместе с Бронеком на соседних местах в самолёте. А нервное поведение Бронека вызывает у Уолтерса опасение, на что Фабиан отвечает, что после того, как этой ночью Бронек закончит работу, он им займётся. После ухода рассерженного Уолтерса, Фабиан допрашивает Веронику о покупке земли на Ямайке, строго отчитывая её за то, что она не соблюдают меры конспирации, много пьёт и болтает лишнее.
Вернувшись домой, раздражённый Стив обвиняет Крис в том, что Фабиан её купил. Тем же вечером Крис говорит Стиву, что между ней и Фабианом ничего не было. Вообще, по её словам, её давно никто не обнимал, даже Нил. Когда-то она его любила, но это прошло. Стив целует её, они обнимаются. Стив признаётся в любви к ней и уговаривает уехать в США вместе с ним. Когда она отказывается без объяснения причин, он стремительно уходит к себе в комнату.
На следующий день Стив относит письмо Нила к Смайту. Он утверждает, что из письма ясно, что Нил был у Фабиана в день своей гибели, и Фабиан лжёт, утвеждая, что не видел Нила несколько дней. Однако Смайт равнодушно относится к улике Стива и рекомендует ему уехать домой. Оставшись наедине с Андерсоном, Смайт говорит, что охотно посвятил бы Стива в операцию, но у него есть приказ.
Смайт вызывает Крис и расспрашивает её о гостях Фабиана. Они узнают их имена и биографии, и поручают Крис проникнуть в гостевой дом, чтобы выяснить, какие дела они ведут с Фабианом. В момент разговора Смайт получает информацию, что Бронек днём улетает, и немедленно направляется в аэропорт, чтобы переговорить с ним. Однако прямо на глазах у Смайта приехавшего в аэропорт Бронека насмерть сбивает машина, которая на полной скорости уносится с места преступления. В вещах Бронека Смайт находит ключ, который он передаёт Крис для того, чтобы она могла проникнуть в гостевой дом Фабиана.
Тем временем Стив уже три дня не появляется в доме Крис, ведя собственное расследование убийства брата. В порту у местных рыбаков он пытается выяснить, что им известно о гибели Нила. Там на него набрасывается подручный Виттеля, пытаясь убить его ножом. Стиву удаётся справиться с ним и отобрать нож, однако нападавший убегает.
На приёме Вероника обращает внимание на то, что Фабиан подарил Крис очень красивый платок. В этот момент на приём врывается Стив, показывая Фабиану отобранный нож, а затем и письменные показания рыбака, доказывающие, что Нил был у него в день смерти. Крис говорит, что Стив не в себе после смерти брата и просит разрешения поговорить с ним наедине. Она говорит Стиву, что объяснит ему всё позже, что сейчас не может об этом говорить, но он ей не верит. Она вынуждена сказать, что в тот день она была в этом доме с Максом, и когда Нил застал их вместе, он покончил с собой. Затем Крис уходит от него и выступает с зажигательным танцевальным номером. После танца взбешённый Стив даёт ей пощёчину, а затем уходит. Крис просит у Фабиана разрешения остаться у него на ночь.
В ходе вечеринки, когда Уолтерс, Хёблинг и Фабиан уходят на срочное совещание, Крис незаметно проникает в гостевой дом, где находит многочисленные документы и рабочие тетради с чертежами и графиками. В этот момент в дом заходят Фабиан и его гости. Крис прячется, забыв на столе платок, который ей подарил Фабиан. Она слышит, как Хёблинг докладывает о разработанном им плане производства и размещения на острове ракет, которые будут способны поразить все крупнейшие города на территории США. Заходит Вероника, говоря о том, что вечеринка закончена, и Фабиану надо бы проводить гостей. После ухода Фабиана и компании Крис выбирается из своего укрытия и незаметно возвращается на вечеринку. Проводив гостей, Фабиан подходит к Крис, спрашивая, где его платок. Крис отвечает, что потеряла его. Она говорит, что решила поехать домой, однако Фабиан её не пускает, утверждая, что она получит у него всё, что ей понадобится.
Смайт в своём кабинете ждёт информации от Крис. К нему на допрос приводят Виттеля, на машине которого был совершён наезд на Бронека. Под давлением улик Виттель сознаётся, что организовал убийство по указанию Фабиана.
Когда наступает тишина, Крис выходит из отведённой ей Фабианом комнаты и направляется в гостевой дом, чтобы забрать платок, но его уже нет. Фабиан в этот момент подходит к комнате Крис, рассчитывая на продолжение вечера, но его останавливает Вероника, показывая, платок, который нашёл её муж в гостевом доме. Не найдя платка, Крис выходит из гостевого дома, но на пороге встречает Фабиана и всю команду. Поняв, что за ними следят, Фабиан и его группа начинает быстро собираться, рассчитывая немедленно улететь на частном самолёте. Они решают взять с собой и Крис, которую Фабиан собирается выбросить из самолёта во время полёта.
Стив дома пакует чемоданы, собираясь уезжать, но служанка уговаривает его бежать спасать Крис, которая, как она уверена, в беде в доме Фабиана. Стив возвращается к дому Фабиана, нападает на ожидающего у входа пилота самолёта и отбирает у него пистолет. Стив входит в дом с оружием и заставляет Фабиана освободить Крис. Однако пока Фабиан отвлекает Стива разговором, к нему сзади подбирается Хёблинг и бьёт его тяжёлой папкой по голове. Стив падает, но успевает выстрелить и ранить Фабиана.
Серьёзно раненый Фабиан приказывает группе немедленно улетать, а сам решает остаться, так как не вынесет перелёта. Взяв пистолет, он поднимается вверх по лестнице. На нескольких машинах подъезжает полиция, начинается интенсивная перестрелка. Стив отбирает пистолет у одного из преступников и несколько раз стреляет в Фабиана, убивая его наповал…
Крис и Стив отплывают с Тринидада в Чикаго, они обнимаются и целуются.

## В ролях
- Рита Хейворт — Крис Эмери
- Гленн Форд — Стив Эмери
- Александер Скурби — Макс Фабиан
- Валери Беттис — Вероника Хёблинг
- Торин Тэтчер — Инспектор Смит
- Говард Уэнделл — Андерсон
- Карел Степанек — Уолтерс
- Джордж Восковек — Доктор Франц Хёблинг
- Стивен Герей — Виттол
- Уолтер Колер — Петер Бронек

## Создатели фильма и исполнители главных ролей
Как пишет кинокритик Гэри Гиддинс, «если имя режиссёра Винсента Шермана мало о чём говорит, то за него говорят некоторые из его фильмов — „Трудный путь“ (1943), „Верная подруга“ (1943), „Мистер Скеффингтон“ (1944), „Нора Прентисс“ (1947) и „Неверная“ (1947). Они были сделаны в 1940-е годы, великолепное десятилетие для него как контрактного режиссёра студии „Уорнер бразерс“, когда он работал с такими звёздами, как Айда Лупино, Бетт Дейвис и Энн Шеридан. Однако эти фильмы создали ему не самую приятную репутацию „женского режиссёра“, хотя даже самые мыльные из них показывали жёстких, лишённых любви женщин и отличались едким юмором, а совсем не слезоточивостью. Все фильмы были безупречно сделаны, с живым монтажом и драматически экспрессивными ракурсами, тенями и съёмкой движущейся камерой». В 1950-51 годах он снял также три фильма с участием Джоан Кроуфорд. Однако, продолжает Гиддинс, «после „Аферы на Тринидаде“ Шерман был задвинут, попав в голливудский чёрный список. Помимо одного фильма в Италии, он ничего не поставил в течение пяти лет. Его первым фильмом после ссылки был производственный фильм нуар „Текстильные джунгли“ (1957), над которым начинал работать Роберт Олдрич, но его уволил босс студии Гарри Кон, попросив Шермана закончить картину». Среди поздних фильмов Шермана наиболее значимой стала драма «Молодые филадельфийцы» (1959).
Рита Хейворт была одной из самых ярких и сексуальных звёзд Голливуда 1940-х годов, главным образом, благодаря таким музыкально-танцевальным комедиям, как «Ты никогда не будешь богаче» (1941), «Ты никогда не была восхитительнее» (1942) и «Девушка с обложки» (1944), однако свои наиболее сильные роли она сыграла в фильмах нуар «Гильда» (1946) и «Леди из Шанхая» (1947). Гленн Форд прославился благодаря «Гильде» (1946), за которой последовала целая серия успешных работ в таких картинах, как драма «Украденная жизнь» (1946), фильмы нуар Фрица Ланга «Сильная жара» (1953, вероятно, его лучший фильм) и «Человеческое желание» (1953), социальная драма «Школьные джунгли» (1955), вестерн «В 3:10 на Юму» и триллер «Эксперимент ужаса» (1962). На протяжении своих длительных актёрских карьер Хейворт и Форд сыграли вместе в общей сложности в пяти картинах. Помимо «Гильды» и «Аферы на Тринидаде» они сыграли в романтической комедии «Та самая дама» (1940), исторической приключенческой мелодраме «Кармен» (1948) по классической истории Проспера Мериме и в криминальном триллере «Денежная ловушка» (1965).

## Создание и прокат фильма
Как отмечает кинокритик Крейг Батлер, фильм «был сделан потому, что студия „Коламбиа“ неожиданно заполучила Хейворт и должна была использовать её как можно быстрее». Кинокритик Роб Никсон пишет: «Рита Хейворт была абсолютно опустошена тем, как в течение нескольких лет её использовал босс студии „Коламбиа пикчерс“ Гарри Кон. Она мечтала о любви и домашних радостях, которые были ей недоступны во время двух предыдущих неудачных браков, и в 1949 году сбежала из Голливуда, выйдя замуж за сына главы мусульман-исмаилитов, международного плейбоя Али Хана… Когда в 1952 году этот брак также распался, Хейворт вернулась в США и на „Коламбиа“, чтобы снова делать кино после продолжительной приостановки контракта». Гарри Кон был загнан в угол внезапным и неожиданным возвращением Хейворт. В соответствии с контрактом «он должен был задействовать её, или он её терял». Кроме того, на него давил также финансовый отдел студии, который раздражало то, что «звезде надо было платить 3500 долларов в неделю ни за что». Никсон пишет, что «Кон надавил на штатную сценаристку студии Вирджинию Ван Апп, чтобы она придумала историю. Хейворт была не довольна тем, что не было сценария, и снова хотела уйти, но Кон вновь обратился к своей старой тактике выкручивания рук, заставляя её либо капитулировать, либо рискнуть очередной приостановкой контракта». В итоге, оказавшись после брака с расточительным мужем на грани разорения, с двумя детьми на руках, Хейворт уступила. Шварц пишет: «Рита была почти разорена, и из-за нужды в деньгах вернулась на работу к ужасному главе студии „Коламбиа“ Гарри Кону».
Как отмечает Никсон, «первоначально ничто не обещало продуктивной работы… Ван Апп, которая в своё время написала сценарий музыкального кинохита Хейворт „Девушка с обложки“ (1944) и была продюсером её самого значимого фильма „Гильда“ (1946), в тот момент сама переживала проблемы личного порядка, и не смогла связать воедино ниточки нескольких созданных ей неясных сюжетных линий». По словам Никсона, режиссёр Винсент Шерман, ставший свободным агентом после продолжительной работы на «Уорнер бразерс» на проектах с крупнейшими женскими звёздами студии, по сути обманным путём был вовлечён в постановку этого фильма. Кон дал ему лишь первые страницы сценарной разработки и подписал с ним контракт до того, как Шерман узнал, что сама история ещё даже не написана". Шерман в своей автобиографии описывал состояние Хейворт в начале съёмок следующими словами — «грустная, одинокая, не уверенная в себе и в своих поступках». Известная танцовщица Валери Беттис, «которая ставила танцевальные номера Хейворт, а также сыграла роль в фильме, также отмечала, что звезда была не в форме после нескольких лет без танцев, и ей требовалось серьёзно поднять тонус и потренироваться». Тем не менее, как отметил Шерман, «Хейворт взялась за работу, приводя своё тело в надлежащее состояние, и упорно трудясь на съёмках, и, в конце концов атмосфера на съёмочной площадке наладилась». Как отмечает Гиддинс, «фильмы, которые рождаются с большими проблемами и при участии слишком большого числа сценаристов и режиссёров, обычно заканчиваются катастрофой. Так что это было большим достижением, когда режиссёр спас проект от провала, добился прибыли и принёс наслаждение зрителям».
Батлер пишет: «Во время выхода на экраны в 1952 году реклама фильма протрубила „Она вернулась!“ — давая понять, что главной наживкой для потенциальных зрителей фильма будет совершенно очевидно Рита Хейворт, которая возвращается на экран после четырёхлетнего отсутствия». Никсон отмечает, что хотя «Афера на Тринидаде» представлялась бледной переделкой других успешных картин, публику это совсем не смутило. Со всеми задержками и проблемами бюджет раздулся до 1.2 миллионов долларов. Но на момент выхода, несмотря на прохладные отзывы, поклонники выстроились в очередь, чтобы снова увидеть на экране самый знаменитый секс-символ 1940-х годов, и картина собрала 7 миллионов долларов только внутри страны. Гиддинс замечает, что «фильм собрал большую кассу, намного превзойдя „Гильду“».

## Оценка фильма критикой
После выхода фильма критика восприняла его весьма прохладно. Так, кинокритик Босли Кроутер написал в «Нью-Йорк таймс»: "Помимо торжеств по поводу возвращения Риты Хейворт на экран — события столь же важного, как и рождение верблюда в зоопарке — новый фильм этой леди и студии «Коламбиа» «Афера на Тринидаде» мало что может дать. И прежде всего, эта едва теплящаяся байка, которую Берн Гайлер и Вирджиния Ван Апп безразлично и уныло состряпали из множества тривиальных клише шпионских триллеров, делается столь же очевидной и монотонной как грампластинка, на которой заела игла прежде чем она проиграла половину стороны из часа сорока минут времени".
Не менее критично оценил фильм и современный критик Деннис Шварц, назвав его «избитым тропическим триллером и попыткой сделать ещё одну „Гильду“». Шварц отметил, что «этот фильм-переделка после выхода на экраны был низко оценен критикой, однако добился большого коммерческого успеха, поскольку публика жаждала увидеть Риту. Но помимо возвращения Риты на экран, картина больше ничем себя не зарекомендовала». В основу фильма была положена «неряшливо написанная история Берна Гайлера и Вирджинии Ван Апп, которые наполнили её неинтересными штампами из шпионских триллеров».
Сходного мнения придерживается и Крейг Батлер подчеркнувший, что «как и следовало ожидать от спешки (при создании), получившийся фильм немного сумбурен… Сценарий шатает из стороны в сторону, сюжет без необходимости запутан, а персонажи ведут себя весьма нереалистично просто ради того, чтобы сюжет куда-то двигался… Квартет сценаристов не сделал ничего более, чем слабенькую версию „Гильды“ с добавлением существенной дозы „Дурной славы“, но не придал ему никаких индивидуальных особенностей». На вторичность фильма обратил внимание и Никсон. По его словам, «Коламбиа» «сознательно планировала выстроить фильм по типу крупнейшего успеха Хейворт, „Гильды“, даже специально поставила ей в пару Гленна Форда в четвёртый (и предпоследний) раз… Сам Шерман признавал, что многое позаимствовал из фильма Альфреда Хичкока „Дурная слава“ (1946), где женщина также заводит роман со злодеем по заданию представителя официальной власти».
Босли назвал режиссёрскую работу Шермана «ленивой», Батлер также решил, что «режиссёр Винсент Шерман не в лучшей форме, и его постановочная работа не собрана и не уверена, так что многое зависело от актёров». Критично настроенный Кроутер характеризует актёрскую игру в целом как «утомительную и вялую», а про Хейворт пишет, что «она показывает не бог весть что в своём скромном возвращении после четырёхлетнего отсутствия. За это время мы уже возможно забыли, насколько она посредственная актриса, и теперь этот упрямый факт — на который в прошлом вежливо закрывали глаза — бьёт прямо между глаз». Далее Кроутер пишет, что она порой очень красива в своих шикарных костюмах, «но её игра весьма невыразительна, представляя собой ничто иное, как кукольные позы. А в танцах она выглядит вульгарно и гротескно. Мисс Хейворт получает по заслугам за то, что была легкомысленной девушкой… Рита никогда не выглядела красивее, но…».
Другие критики более позитивно оценивают работу Хейворт. Гиддинс (как и многие зрители того времени) считает, что «Хейворт — это единственная причина смотреть фильм, и если вам нужно ещё что-либо, то этот фильм не для вас». Батлер согласен с этим: «Игра Хейворт в целом хороша, но за исключением двух танцевальных эпизодов, не исключительна. Эти музыкальные номера однако с лихвой компенсируют всё прочее: редко экран был свидетелем такого жгучего, эротического танца. От звезды срывает крышу, когда она демонстрирует, как в правильных руках даже нечто непредвиденное, как отбившийся завиток волос, может наполниться поразительной чувственностью».
Шварц считает, что "хотя фильм ничем не запоминается, 34-летняя Рита внешне выглядит великолепно и вполне соответствует своей репутации. Она как будто возвращается к жизни лишь в двух своих песенных номерах: «Trinidad lady» и «I’ve Been Kissed Before». Гиддинс также пишет, что «когда Хейворт танцует, она преображается, и у неё есть два великолепных номера, поставленных Валери Беттис, которая появляется в фильме в роли пьющей Вероники».
Отметив, что Форд был «очень ценным дополнением» и «продемонстрировал настоящую химию в отношениях с Хейворт», Батлер пишет, что он «справляется более чем достойно с ролью, в которой слишком много поверхностного позёрства». Хотя Кроутер посчитал, что все прочие актёры «попались в безыскусно сплетённую паутину фильма», Батлер наоборот придерживается мнения, что «актёры второго плана надёжны, а Валери Беттис заслуживает самых высоких оценок».